# Наваррский коллеж

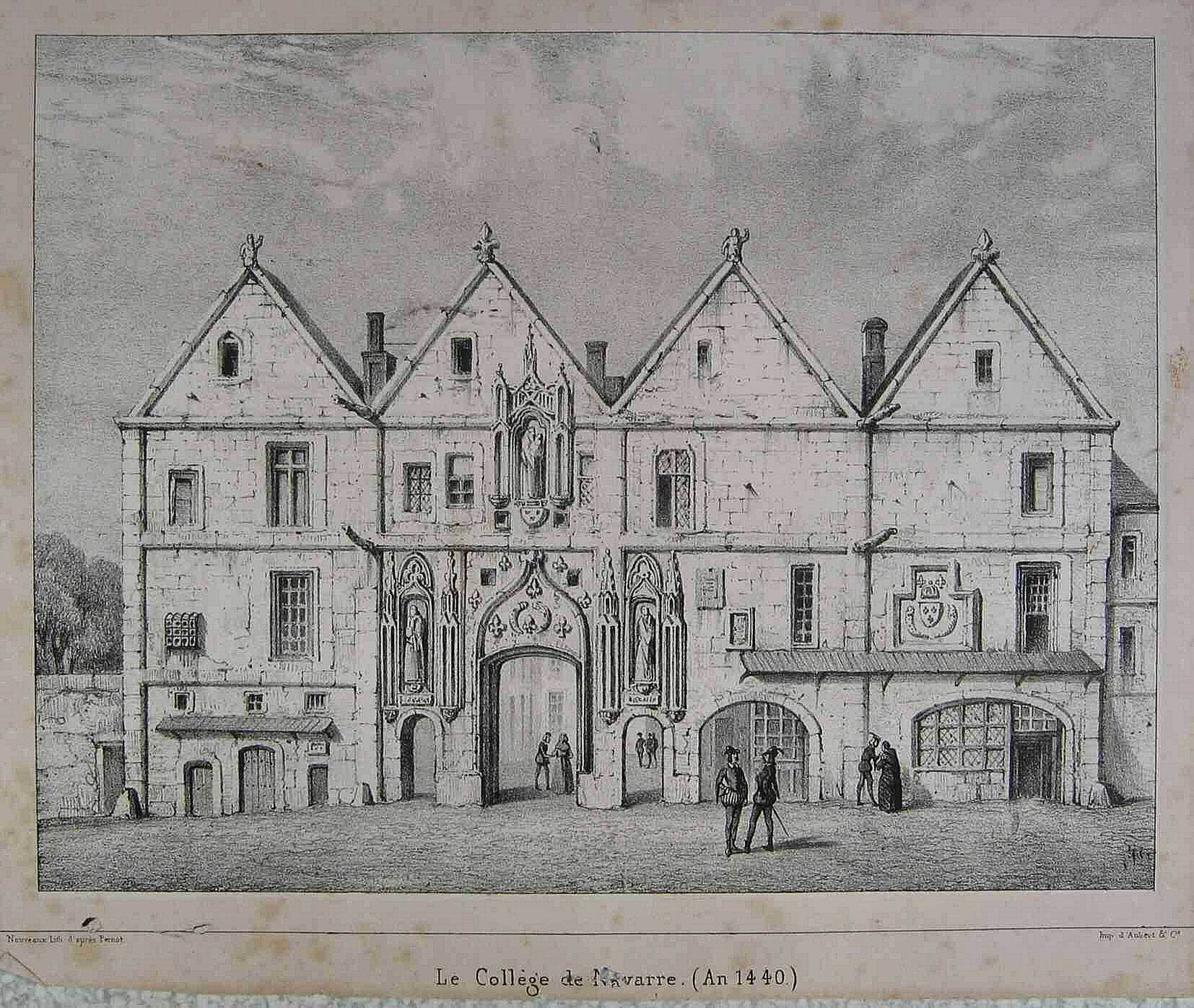
Наваррский коллеж ок. 1440 г.

Нава́ррский колле́ж — французский коллеж, самое знаменитое учебное заведение Парижского университета в XIV—XV вв., колыбель раннего французского гуманизма. Из него вышли лучшие теологи эпохи во главе с Жаном Жерсоном. Основан в 1304 году женой короля Франции Филиппа IV Красивого Жанной Наваррской; был первым королевским институтом в Парижском университете. Главным предметом являлась теология, поэтому инспектором коллежа был теологический факультет. Изучались также грамматика и философия. Стипендии (бурсы) были незначительными, но их хватало на питание. Главным условием поступления в Наваррский коллеж была бедность; как только кто-то получал бенефиций, он автоматически выбывал из членов коллежа, освобождая место следующему бедняку. Благодаря этому демократическому принципу образование в Париже могли получить многие выходцы из низших слоёв.
Наваррский коллеж был открыт не только для Наварры, но и для всей Франции, как Сорбонна — для всей Европы. Духовник короля назначал главного магистра коллежа и получателей стипендии; Палата счетов Франции ведала его доходами.
После участия в ограблении Наваррского коллежа в декабре 1456 году, написав своё знаменитое шуточное «Малое завещание», пустился в бега французский поэт Франсуа Вийон.

## Наиболее известные студенты и преподаватели

### Преподаватели
- Николай Орезмский (1356—1382)
- Пьер де Айли (1384-?)
- Николя Корне (1592—1663)
- Жан-Антуан Нолле (1700—1770)
- Матюрен-Жак Бриссон (1721—1806)
- Жозеф-Мари Гро (1742—1792)
- Жан-Батист Лешевалье(1772-1778)

### Студенты
- Николай Орезмский (1325—1382)
- Жан Жерсон
- Пьер де Айли (1351—1420)
- Гийом Брисонне (1470—1534)
- Жан Энюйе (1497—1578)
- Жак Амио (1513—1593)
- Пьер де ла Рамэ (1515—1572)
- Франсуа де Бонн (1543—1626)
- Франсуа д`Амбуаз (1550—1619)
- Октавиан де Сен-Желе
- Кардинал Ришельё (1585—1642)
- Жак-Бенинь Боссюэ (1627—1704)
- Шарль Этьенн Луи Камю
- Жан Гулан (1728—1799)
- Юбер Робер (1733—1808)
- Жан Мари дю Ло (1738—1792)
- Кондорсе (1743—1794)
- Андре-Мари Шенье (1762—1794)
- Жан-Франсуа де Эрсе (1776—1849)

### ?
- Матье Никола Клеманжи
- Октавьен де Сен-Желе
- Оронс Фине
- Пьер де Ронсар
- Томас Демпстер
- Андре-Эркюль де Флери